# 東御郵便局
東御郵便局（とうみゆうびんきょく）は長野県東御市にある郵便局。民営化前の分類では、集配特定郵便局であった。局番号は11023。

## 概要
住所：〒389-0599 長野県東御市田中103-6

## 沿革
- 1872年（明治05年）09月01日 - 田中宿本陣に、集配および郵便業務を行う田中郵便取扱所として開設。
- 1875年（明治08年）01月01日 - 田中郵便局（五等）となる[1]。
- 1882年（明治15年）07月01日 - 貯金取扱を開始。
- 1899年（明治32年）04月01日 - 電信、為替業務取扱を開始。
- 1918年（大正07年）02月01日 - 電話交換業務取扱を開始。
- 1931年（昭和06年）02月01日 - 特定局指定。
- 1958年（昭和33年）06月15日 - 祢津郵便局および和郵便局から電話交換事務を移管[2]。
- 1962年（昭和37年）10月28日 - 滋野郵便局から電話交換業務を移管。
- 1967年（昭和42年）07月29日 - 電話交換および和文電報配達業務を東部電報電話局に移管。
- 1994年（平成06年）03月07日 - 滋野郵便局から集配業務の一部[注釈 1]を移管。
- 2007年（平成19年）03月12日 - 民営化準備に伴い、ゆうゆう窓口を廃止。
- 2007年（平成19年）06月30日 - 民営化に移行準備に伴い、上田郵便局に集配業務を移管。
- 2007年（平成19年）10月01日 - 民営化に伴い、併設された郵便事業上田支店田中集配センターに一部業務を移管。
- 2012年（平成24年）10月01日 - 日本郵便株式会社発足に伴い、郵便事業上田支店田中集配センターを田中郵便局に統合。
- 2014年（平成26年）02月03日 - 東御郵便局に改称[3]。

## 取扱内容
- 郵便、印紙、ゆうパック、内容証明
- 貯金、為替、振替、振込、国際送金、国債
- 生命保険、バイク自賠責保険、がん保険、引受条件緩和型医療保険
- ゆうちょ銀行ATM
- 東御市内の一部地域（旧小県郡東部町地域：〒389-05xx）の集配業務

## 周辺
- 田中商店街
- 東御市役所
- 長野県東御清翔高等学校
- ゆぅふるtanaka
- 国道18号

## アクセス
- しなの鉄道線 田中駅から徒歩約6分
- 千曲バス 田中駅停留所下車
- 上信越自動車道 東部湯の丸ICから南西に約2.5km
- 駐車場あり：18台